# Üsküdar
Üsküdar is een district in de Turkse provincie Istanboel. De gemeente grenst aan de gemeentes Kadıköy (in het zuiden), Ümraniye in het oosten en Beykoz in het noorden.

## Geschiedenis
Vroeger was Üsküdar de Grieks-Byzantijnse stad Scutari in Bithynië en daarvoor Chrysopolis. In 1352 werd de stad door de Osmaanse bey Orhan op de Byzantijnen veroverd, het bleef daarna in Turkse handen. Later werd Scutari steeds meer overvleugeld door zijn veel grotere buurman Constantinopel aan de andere kant van de Bosporus. Tijdens de Krimoorlog was in de Selimiye-kazerne het Britse veldhospitaal gevestigd, waar in 1854-55 Florence Nightingale met 38 verpleegsters de verzorging van oorlogsgewonden reorganiseerde.
In Üsküdar bevindt zich het station Haydarpaşa, waarvandaan het Aziatische deel van het spoorwegnet van Turkije begint. Vroeger was dit station de plek waarvan pelgrims naar Mekka vertrokken; tegenwoordig is het niet meer mogelijk deze reis per trein te maken.

## Karakter
In tegenstelling tot Constantinopel, bestond in Üsküdar al snel de meerderheid van de bevolking uit islamitische Turken. Tegenwoordig is het een gedeelte van de agglomeratie die de stad Istanboel (zoals Constantinopel nu heet) vormt.
Voor de bezoeker lijkt Üsküdar een veel gemoedelijkere sfeer te hebben dan de metropolitaanse wijken in het Europese deel van Istanboel. Üsküdar heeft veel groen en een populaire boulevard langs de Bosporus. Zowel vanaf de boulevard als vanaf de heuvel Çamlica heeft men een mooi uitzicht op de Europese oever van de Bosporus met de talrijke moskeeën in de oude stad en de wolkenkrabbers in de wijk Taksim. Over het algemeen geldt dat de bevolking liever in het Europese deel van de stad werkt, maar liever in het Aziatische deel van de stad woont. Misschien als gevolg hiervan stemt de bevolking over het algemeen ook meer gematigd dan in de conservatievere wijken Fatih of Kadıköy.
In Üsküdar zijn nog talrijke historische Osmaanse gebouwen te zien, zoals de tekke (hoofdkwartier) van de Jelveti soefiorder en de Mihrimah Sultan-moskee. Op een eilandje voor de kust staat Kız Kulesi, de "meisjestoren", waarin volgens de legende een Osmaanse prinses werd opgesloten door haar vader, de sultan.

## Geboren
- Eren Albayrak (1991), voetballer

## Trivia
In 1953 nam Eartha Kitt het Turkse volksliedje Üsküdar'a Gider İken op onder de verbasterde naam Usku dara (A Turkish tale) en scoorde er een internationale hit mee.

## Galerij

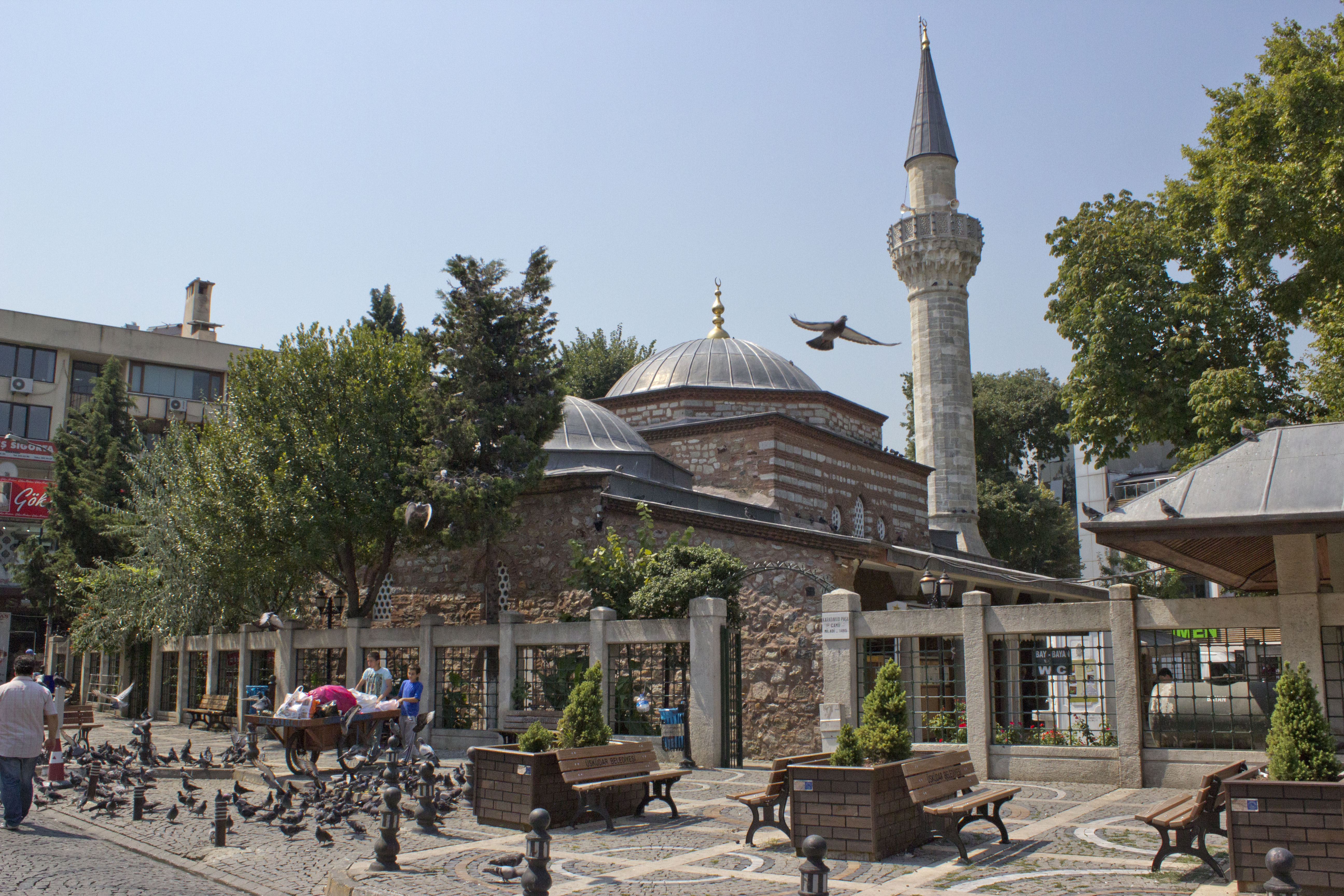
De Karadavud Paşamoskee in centraal Üsküdar
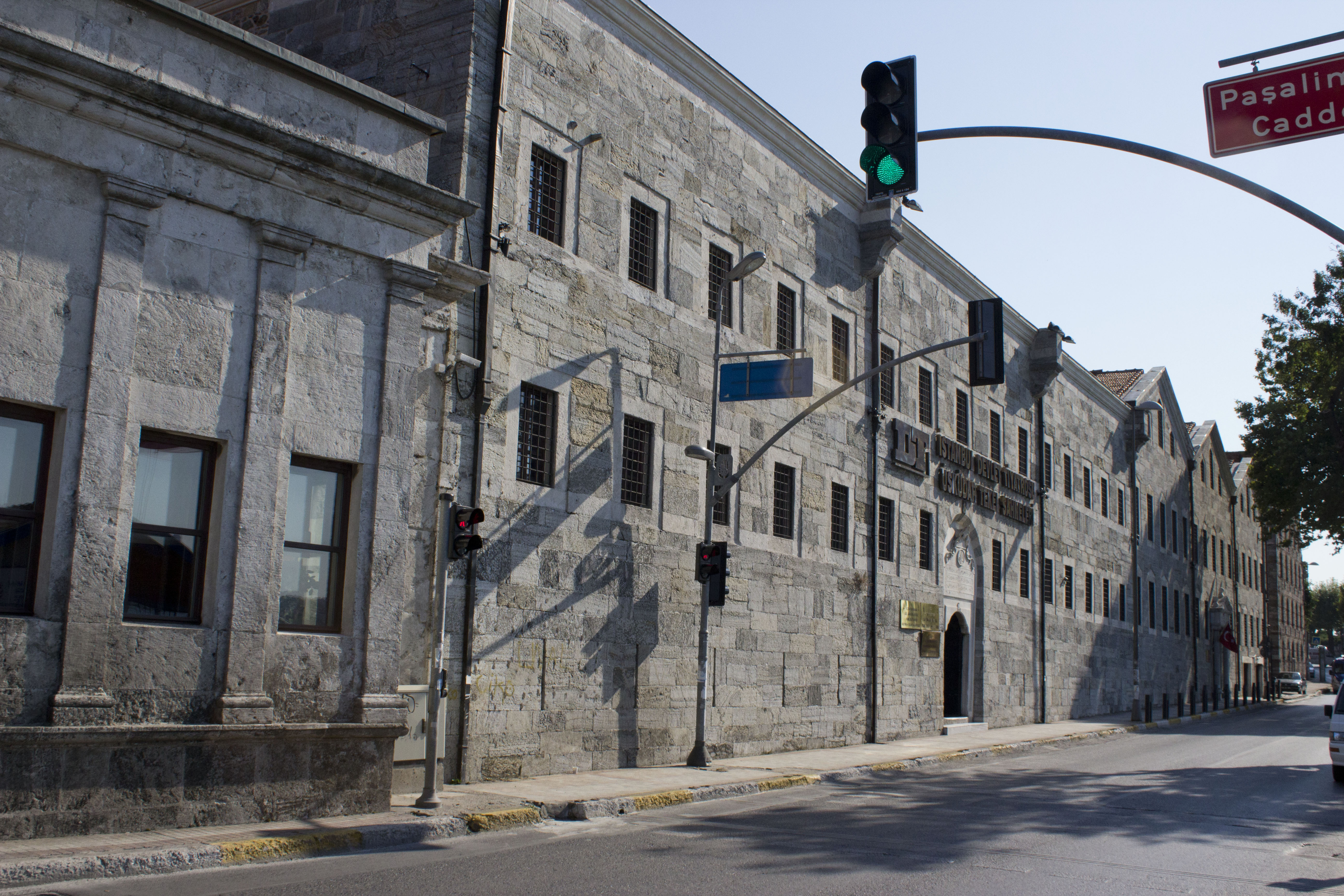
Het Istanbul staatstheater in een gerenoveerd pakhuis in Paşalimanı
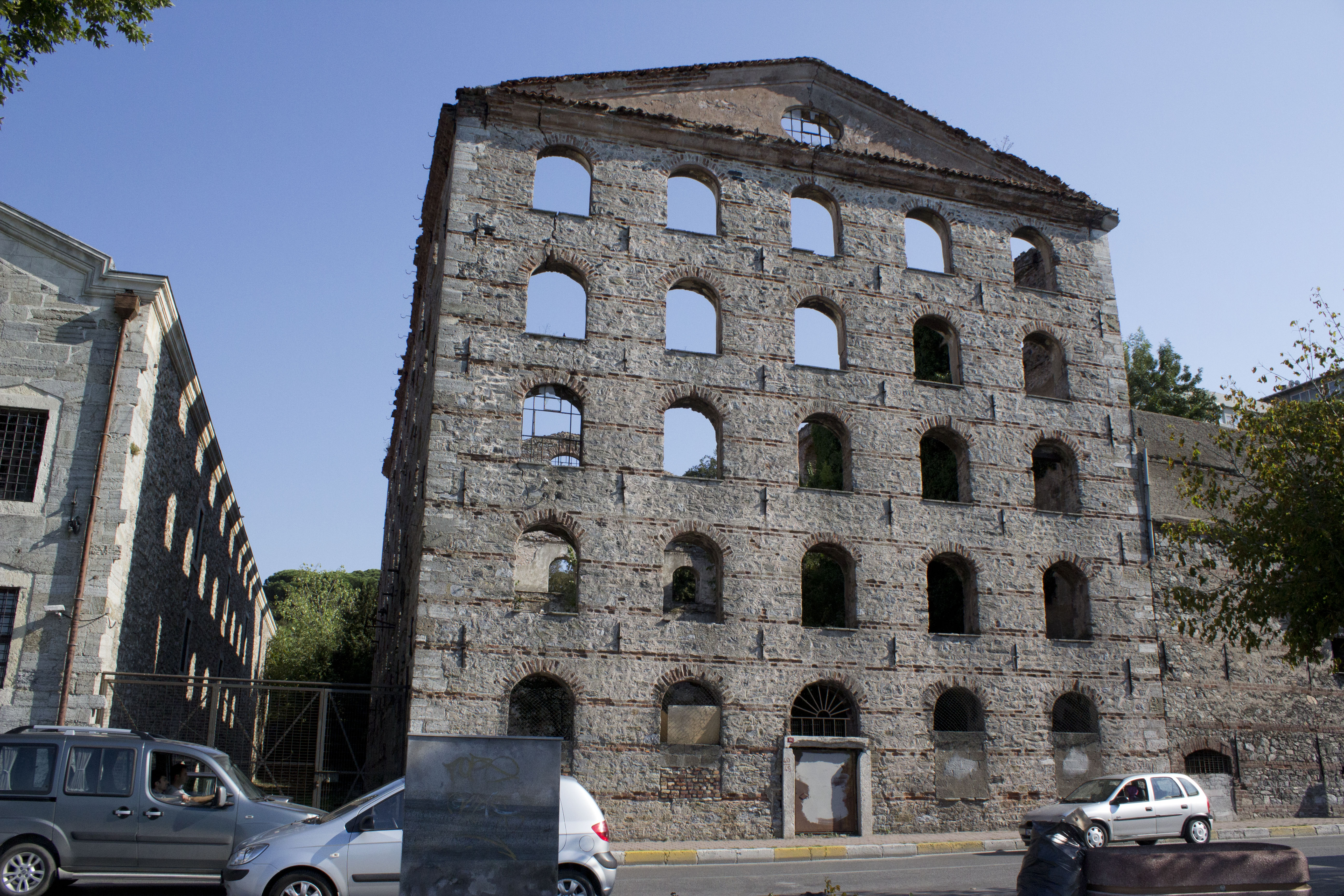
Een ander warenhuis in Paşalimanı
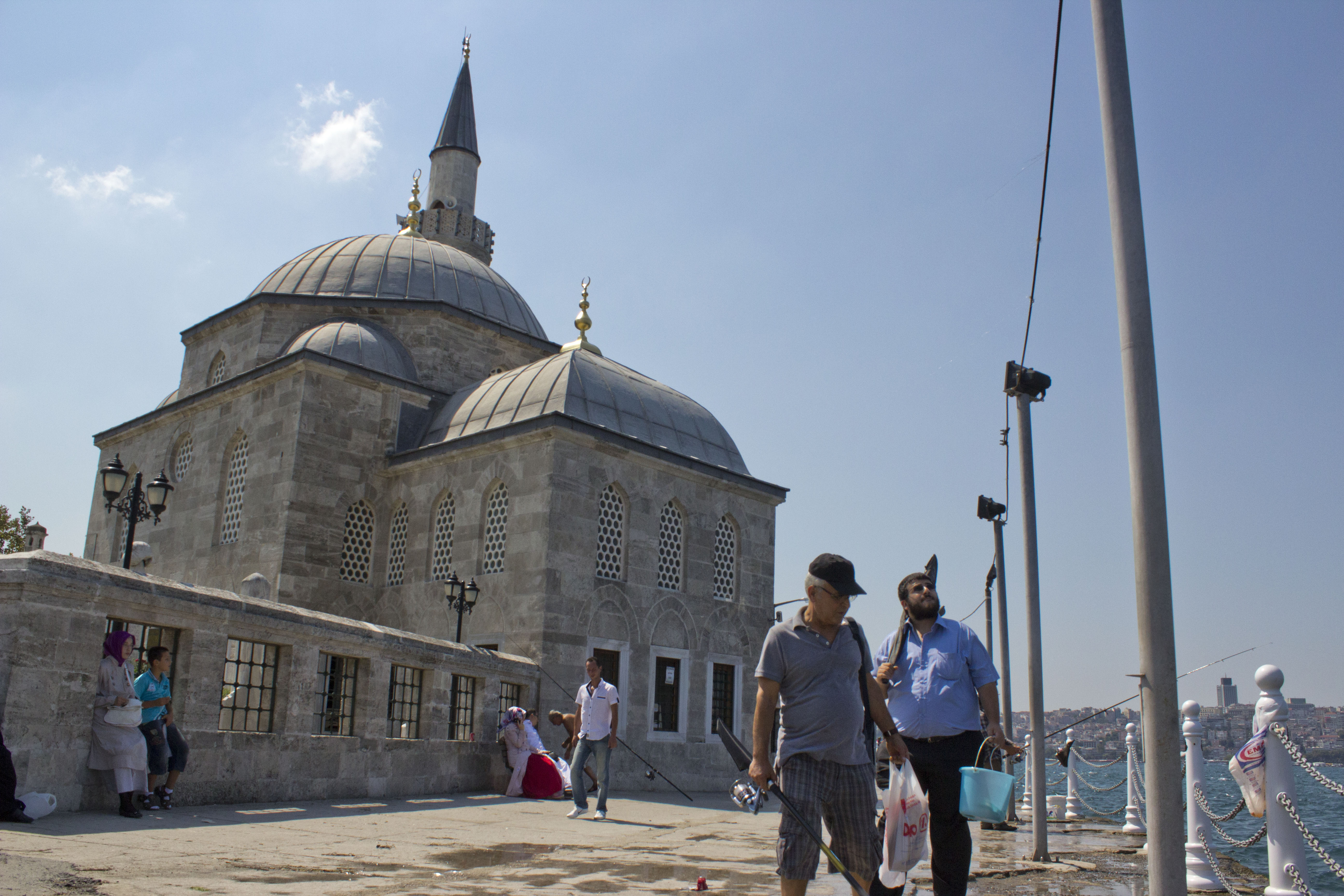
De Şemsi Pasha Mosque
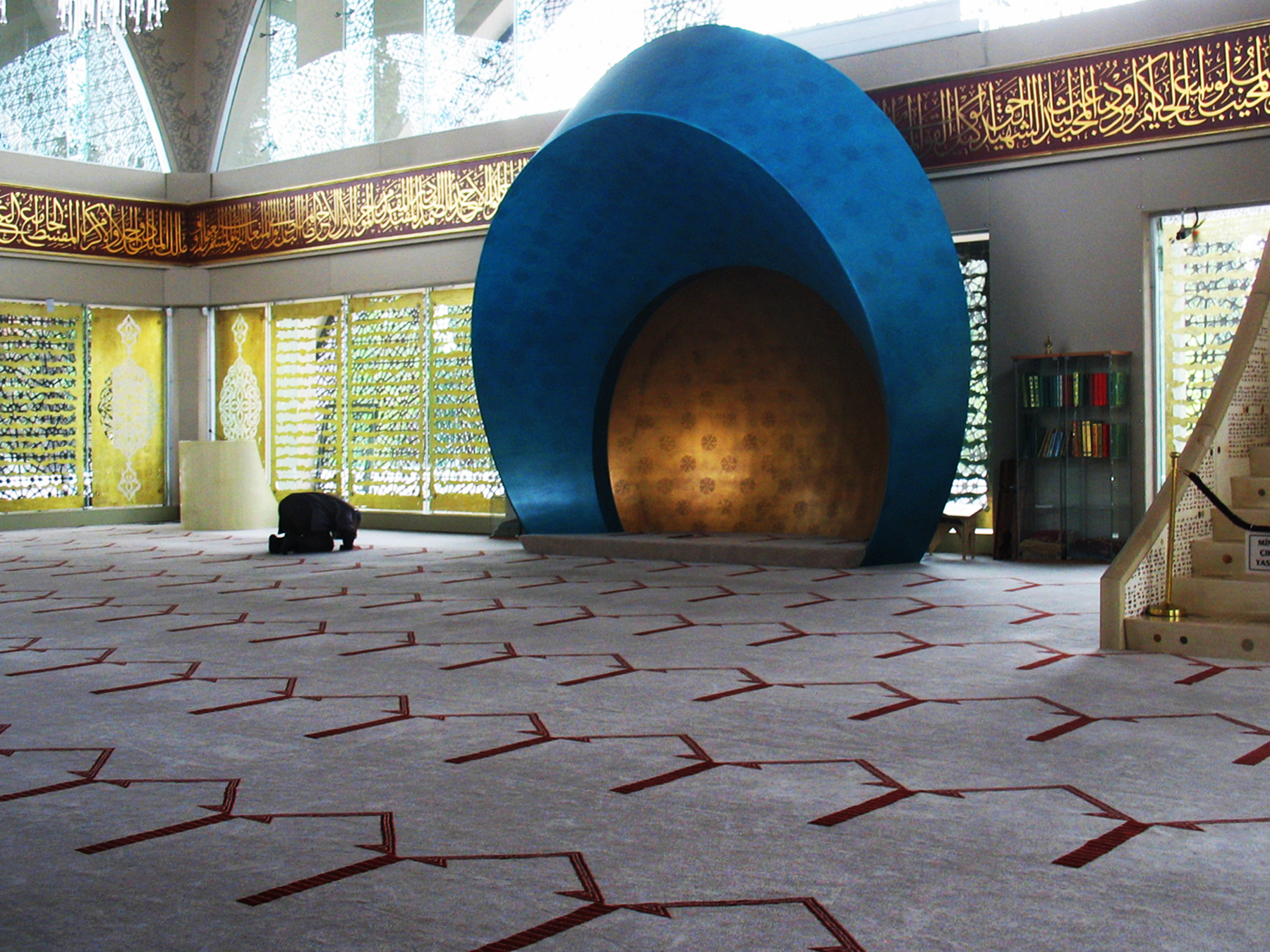
Het interieur van de Şakirinmoskee
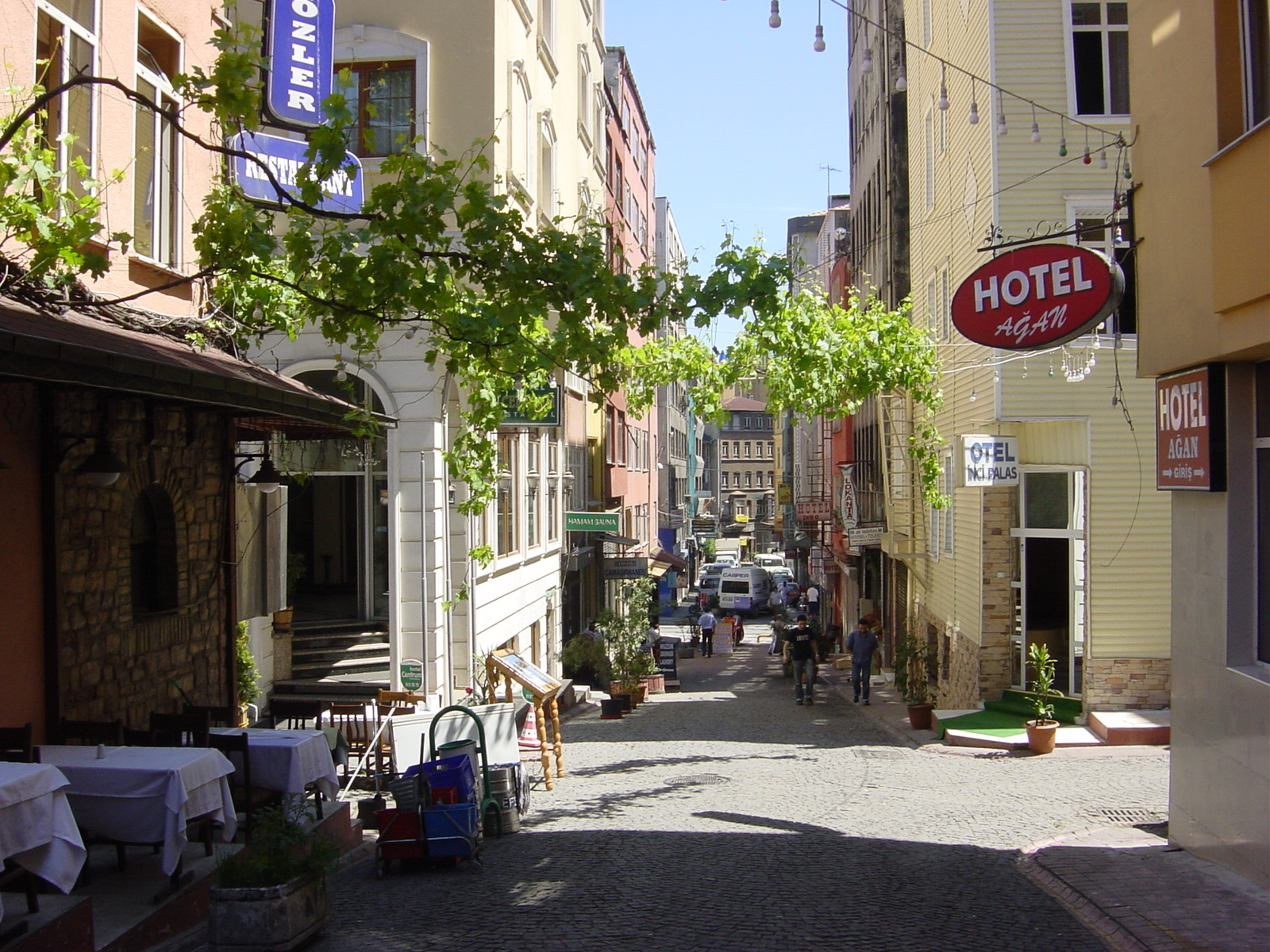
Een straat in Üsküdar